# غار (فیلم ۱۹۶۴)
غار (ایتالیایی: Sette contro la morte) یک فیلم به کارگردانی ادگار جی. اولمر است که در سال ۱۹۶۴ منتشر شد.